# Bosc del Tossal (Alt Urgell)
El Bosc del Tossal és un indret del municipi d'Estamariu, a l'Alt Urgell. Està situat al vessant est del Tossal del Castilló.